# Antonio Ricardo

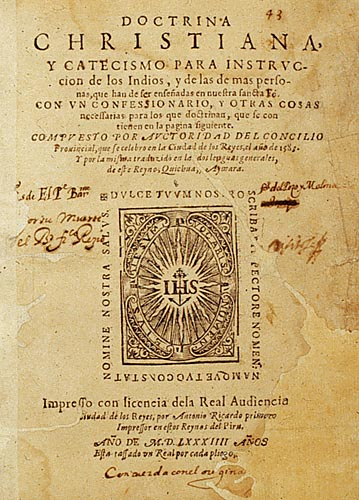
Página de título de Doctrina Christiana de 1584, el primer libro que fue impreso en América del Sur, y el primer libro impreso con texto en Quechua y Aymara.

Antonio Ricciardi, más conocido como Antonio Ricardo (Turín, 1532-1605/1606), fue un impresor italiano, el primero en América del Sur.

## Biografía
Antonio Ricciardi nació en Turin en 1532. Su padre, Sebastiano Ricciardi de Monticello d'Alba, y su madre Gigliani Pallodi era una nativa de Turin. Tenía un hermano, Pietro, quién vivió en Venecia. Ricciardi Trabajó con el impresor Gerolamo Farina en Turin. Después fue a Venecia y Lyon, donde conoció a Pedro Ocharte, uno de los primeros impresores en Nueva España [México]. Juntos viajaron a Valladolid y Medina del Campo, donde trabajaron con los impresores Del Canto.
Ricardo emigró a Nueva España[México] probablemente en mayo de 1570, donde trabajó en la tienda de Pedro Ocharte. También se casó con Catalina Aguda durante esas fechas. Trabajó como impresor en la Ciudad de México de 1577 a 1579, su oficina estaba en el colegio de san Pedro y San Pablo de los Jesuitas, en esos tres años imprimió al menos 12 trabajos, publicados en 10 libros.
Antonio Ricardo imprimió los textos que los jesuitas utilizaron en sus colegios, éstos fueron: los Emblemas de Alciato (1577), los Tristes de Ovidio (1577) y el De constructione octo partium orationis (1579) de Manuel Álvarez. También imprimió para ellos la Introductio in dialecticam Aristotelis (1578) de Francisco de Toledo y el tratado De sphaera de Francisco Maurolico.
Se mudó a Acapulco en marzo de 1580 y de allí se mudó a Callao, en la costa peruana, en enero de 1581. De allí  viajó a Lima. Dejó a su mujer en Ciudad de México, posiblemente para tratar sus acreedores: uno de aquellos era Pedro Ocharte, quién le había suministrado  con el equipamiento necesario para instalar su propia imprenta. Durante tres años,  intentó conseguir la aprobación real necesaria para convertirse en impresor: finalmente, el 13 de febrero de 1584, los jesuitas le dieron el permiso para empezar a imprimir textos para ellos, aún sin haber recibido la aprobación real todavía.
El Tercer Consejo de Lima había ordenado la producción de un catecismo trilingüe: en español, Quechua y Aimara. Ricardo recibió la orden, creando así la primera imprenta en América del Sur, y permaneciendo así hasta su muerte. La concesión del permiso oficial para instalar un taller de impresión en Lima por Felipe II fue el 7 de agosto de 1584. La primera publicación impresa en América del Sur fue un folleto de cuatro páginas con la información sobre el nuevo calendario gregoriano de 1582, el cual había sido inmediatamente adoptado por España, pero no había sido comunicado a las colonias. La siguiente publicación de Ricardo, y el primer libro impreso en América del Sur, fue Doctrina Christiana. Entre 1584 y 1605, Ricardo publicaría al menos 40 trabajos.
En 1605, Ricardo estuvo convocado para aparecer ante la Inquisición. Ese mismo año o el siguiente, muere. Su imprenta fue tomada por Francisco del Canto, un hijo de Del Canto, quién había trabajado en el taller de Ricardo anteriormente y quién mantendría el monopolio en Perú, imprimiendo hasta 1619.

## Los trabajos publicados

### En Perú
- 1584: Pragmática. Un edicto de cuatro páginas informativo del nuevo calendario gregoriano , probablemente el primer trabajo impreso en América del Sur.
- 1584: Doctrina Christiana y catecismo para instrucción de los Indios. Primer libro impreso en América del Sur, y primero con texto en lenguas quechua y aimara.
- 1585: Tercero cathecismo y exposición de la doctrina christiana, por sermones.
- 1585: Confessionario para los curas de Indios.
- 1585: Crítica de Aristóteles, de José de Acosta.
- 1586: Arte, y vocabulario en la lengua general del Perú, llamada Quichua (reimpreso al menos en 1603, 1604 y 1614).
- 1586: Libro de oraciones, de Alonso de Barzana.
- 1596: Primera Parte del Arauco Domado, de Pedro de Oña, primera impresión del más conocido trabajo del primer poeta de Chile.
- 1597: Libro general de las reduciones de plata y oro de diferentes leyes y pesos, de Joan de Belveder.
- 1598: Symbolico Catholico Indiano, de Gerónimo de Oré.
- 1601: Constituciones de los Frayles Menores desta Provincia de los doze Apostoles del Piru.
- 1602: Primera parte de la miscelánea austral , de Diego d'Avalos y Figueroa.
- 1602: Constituciones y ordenanças de la Universidad, y Estudio General de la Ciudad de los Reyes del Peru.
- 1603: Curia filipica, de Juan de Hevia Bolaños.
- 1604: Tratado que contiene tres pareceres graves en derecho sobre servicios personales y repartimientos de indios... , de Miguel de Agia.
- 1606: Commentarii ac quaestiones en universam Aristotelis ac subtilissimi doctoris Jhoannis Duns Scoti logicam, de Jéronimo Valera.